# Cycas macrocarpa
Cycas macrocarpa là một loài thực vật hạt trần trong họ Cycadaceae. Loài này được Griff. mô tả khoa học đầu tiên năm 1854.